# Liberator (Franse motorfiets)

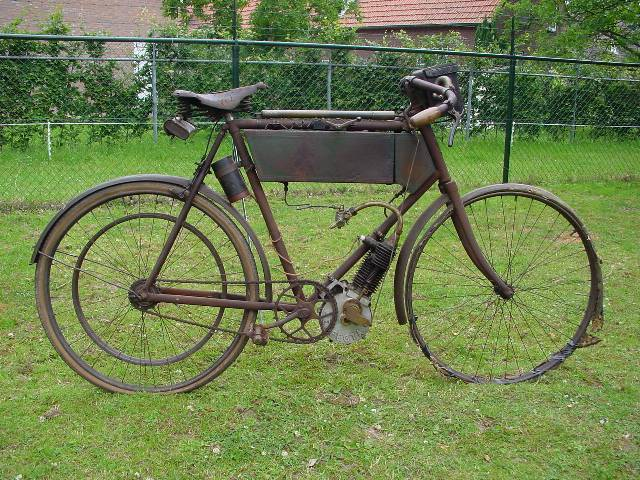
Perfecta 200 cc 1902 met een eigen kop/zijklepmotor met snuffelklep in een Peugeot-fietsframe

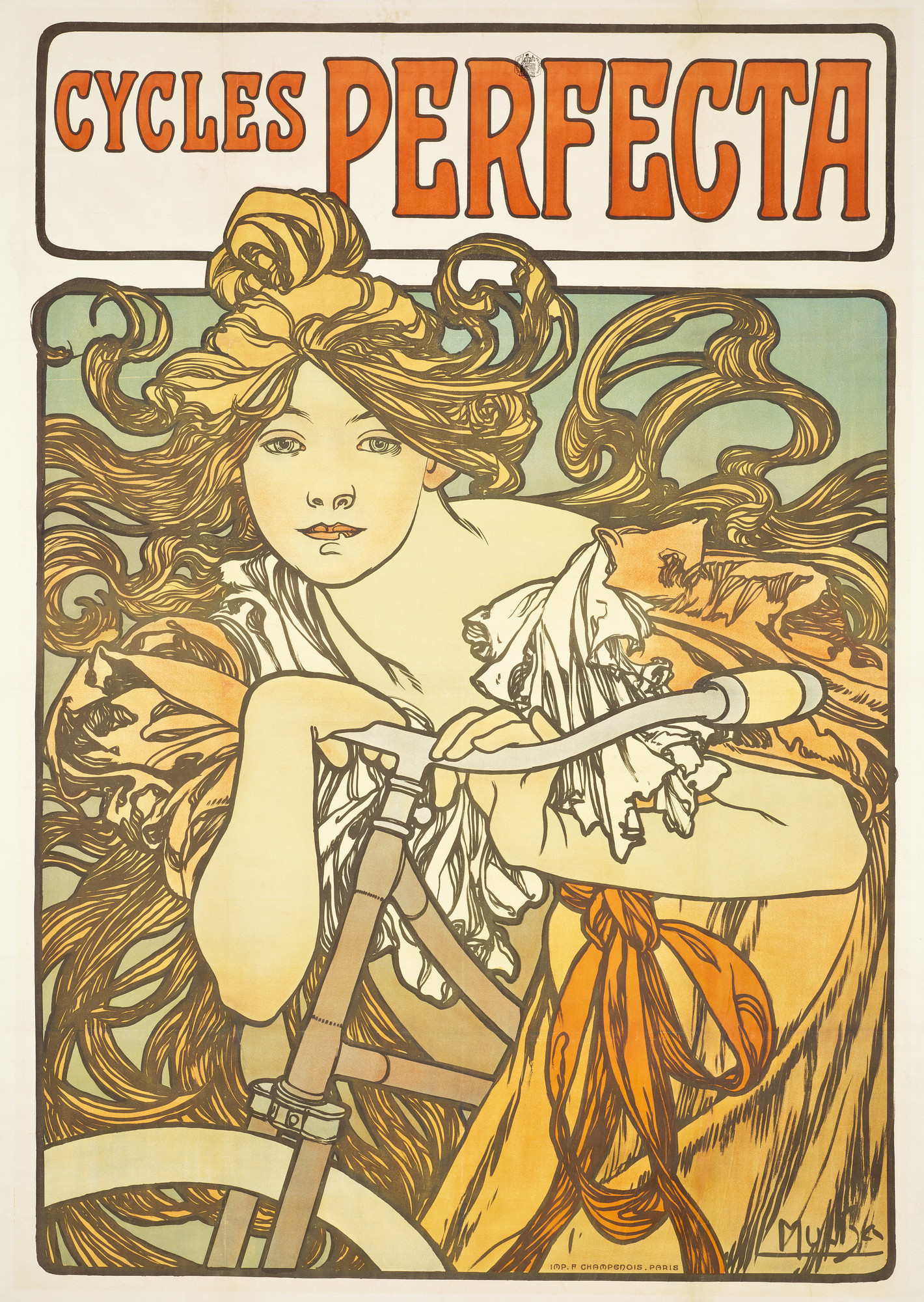
Affiche uit 1902, nog als fietsfabrikant..

Liberator is een historisch merk van motorfietsen.
Liberator & Perfecta Co., Paris (1902-1930).
Oude Franse fabriek, die Kelecom-Antoine-, Saroléa- en in de jaren twintig hoofdzakelijk JAP-motoren inbouwde. Er werden in 1902 ook motorfietsen onder de naam “Perfecta” gebouwd, waarschijnlijk van deze fabriek. Deze hadden echter wel eigen motorblokken. 
In de Verenigde Staten worden nog steeds motorfietsen onder de naam geproduceerd; zie Liberator (Amerikaanse motorfiets).
- Er was nog een merk met de naam Perfecta, zie Perfecta (Courtedoux)